# Skiren (Askersunds socken, Närke)
Skiren är en sjö i Askersunds kommun i Närke och ingår i Motala ströms huvudavrinningsområde. Sjön har en area på 0,21 kvadratkilometer och ligger 163,1 meter över havet.

## Delavrinningsområde
Skiren ingår i det delavrinningsområde (652118-143668) som SMHI kallar för Inloppet i Norra Asplången. Medelhöjden är 170 meter över havet och ytan är 11,69 kvadratkilometer. Det finns inga avrinningsområden uppströms utan avrinningsområdet är högsta punkten. Vattendraget som avvattnar avrinningsområdet har biflödesordning 4, vilket innebär att vattnet flödar genom totalt 4 vattendrag innan det når havet efter 160 kilometer. Avrinningsområdet består mestadels av skog (89 procent). Avrinningsområdet har 0,21 kvadratkilometer vattenytor vilket ger det en sjöprocent på 1,8 procent.